# Huis Arenberg

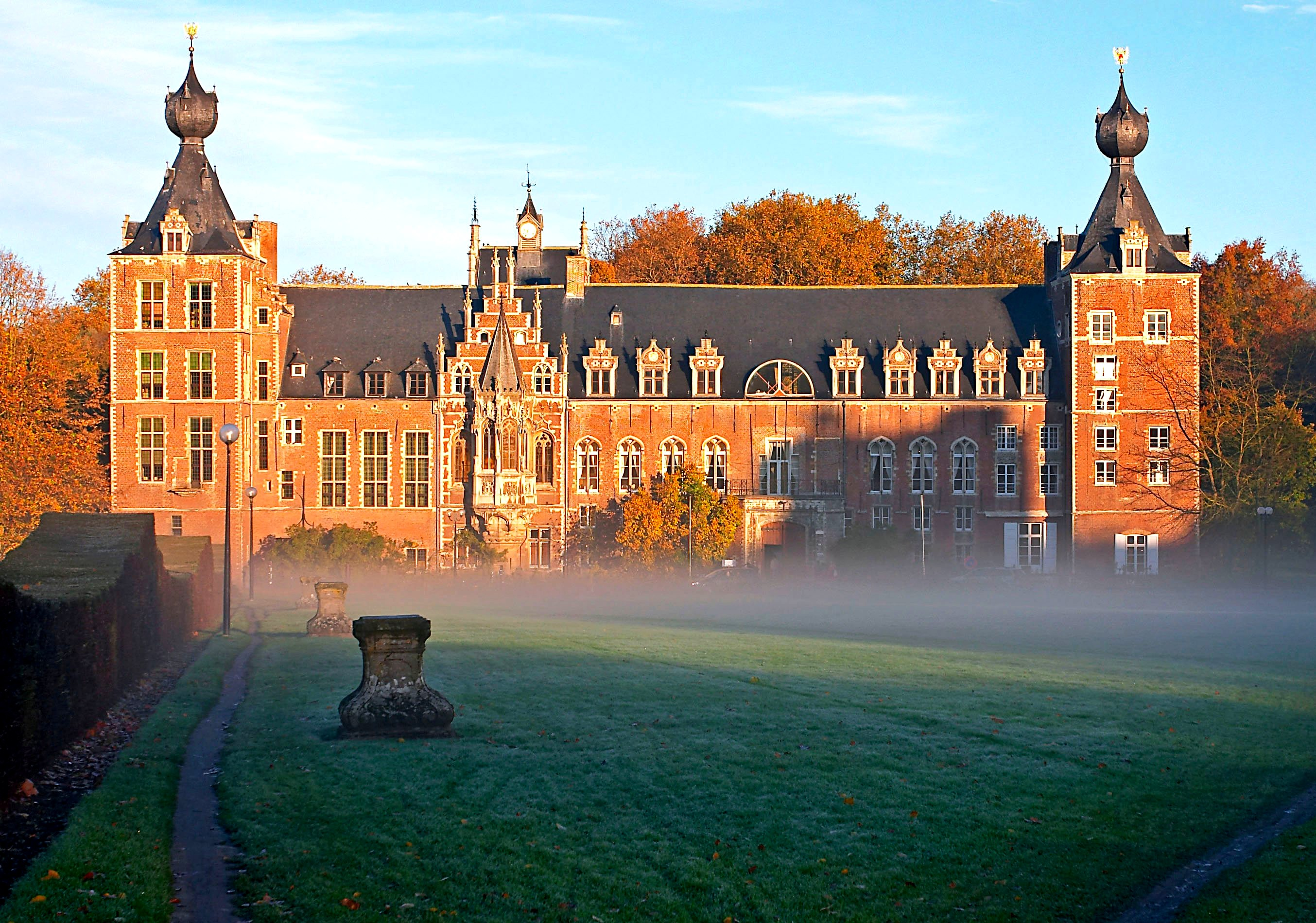
Kasteel van Arenberg in het Belgische Heverlee; tegenwoordig eigendom van de Katholieke Universiteit Leuven

Het huis Arenberg is een adellijk geslacht uit de Duitse Eifel, genoemd naar de Burg Aremberg bij Ahrweiler. In de loop der eeuwen verwierf de familie overal eigendommen, vooral in de Zuidelijke Nederlanden. Daarbij waren bijvoorbeeld het Arenbergpaleis in Brussel, nu het Egmontpaleis, het kasteel van Aigremont, kasteel van Arenberg te Heverlee, kasteel van Barbançon (Beaumont), kasteel van Beersel, kasteel van Beveren (Prosperpolder), kasteel van Bouchout, kasteel van Écaussinnes-Lalaing, kasteel van Edingen, kasteel Haultepenne te Gleixhe, kasteel van Loenhout, kasteel van Marche-les-Dames, kasteel van Mirwart, kasteel van Opprebais, toren van Rotselaar, kasteel van Vorselaar te Vorselaar, Wedderborg te Wedde (Groningen) en kasteel van Wisbecq.
Na de Eerste Wereldoorlog werden de Franse en Belgische bezittingen, waaronder het Heverleebos en het Meerdaalwoud, van hertog Engelbert Marie van Arenberg respectievelijk in 1919 en 1921 onder sekwester geplaatst. Op basis van hun vermoede Pruisische nationaliteit werden de Arenbergs beschouwd als "vijandige ingezetenen".
Het huis Arenberg is nog altijd een bekende adellijke familie in België.

## Het "oude" hertogdom
Rond 1280 kwam het bezit van de burg Arenberg (die in de 19e eeuw afgebroken werd) aan de graven van der Mark.
Door het huwelijk in 1547 van Jan van Ligne (= Johan van Barbançon) met Margaretha, dochter van graaf Robert III van der Mark-Arenberg kwam het huis Ligne in het bezit van het graafschap Arenberg.
In 1576 kreeg de familie de waardigheid van rijksvorst, in 1644 de titel van hertog. Het hertogdom Arenberg lag in de Eifel op de linker Rijnoever en omvatte plaatsen als Ahrweiler, Antweiler en Lommersdorf, daarnaast ook de heerlijkheden Gillenfeld, Fleringen, Kasselburg, Kerpen, Kommern, Saffenburg en Schleiden.

## Hertogen van Arenberg

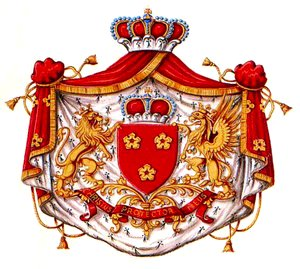
Hertogen van Arenberg

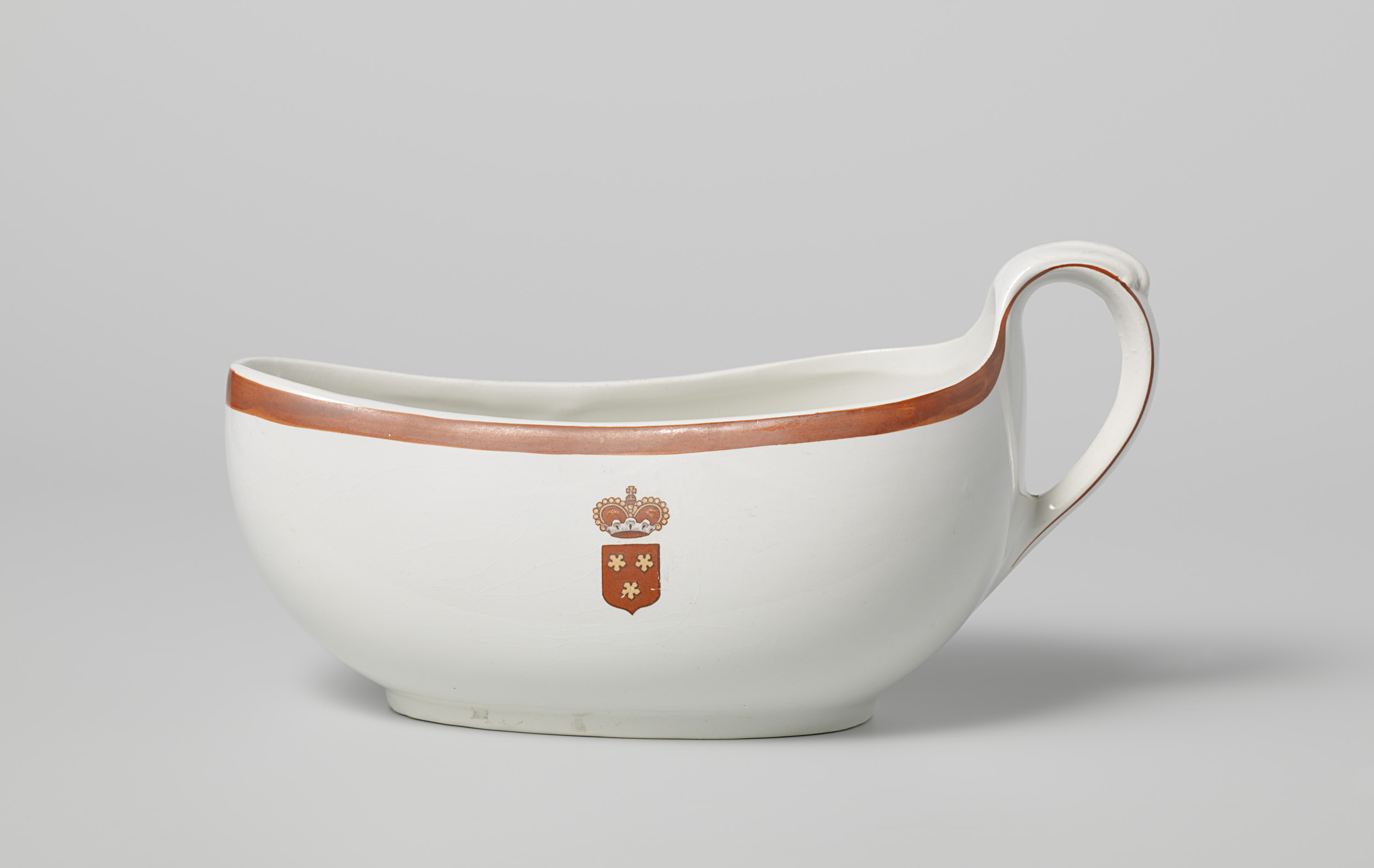
Bourdalou, 1874, met het wapen van de Hertog van Arenberg, collectie Rijksmuseum

- Bourdalou, 1874, met het wapen van de Hertog van Arenberg, collectie RijksmuseumMargaretha van der Mark (1527-1599), gravin van Arenberg vanaf 1576, echtgenote van prins Jan van Ligne, baron van Barbançon in 1547
- Karel van Arenberg (1550-1616), 2e prins van Arenberg, in 1587 gehuwd met Anne van Croy
- Filips Karel van Arenberg (1587-1640), 3e prins van Arenberg en 6e hertog van Aarschot
- Filips Frans van Arenberg (1625-1674), 1e hertog van Arenberg en 7e hertog van Aarschot
- Karel Eugenius van Arenberg (1633-1681), 2e hertog van Arenberg en 8e hertog van Aarschot
- Filips Karel Frans van Arenberg (1663-1691), 3e hertog van Arenberg en 9e hertog van Aarschot
- Leopold Filips van Arenberg (1690-1754), 4e hertog van Arenberg en 10e hertog van Aarschot
- Karel Maria Raymond van Arenberg(1721-1778), 5e hertog van Arenberg, 11e hertog van Aarschot, in 1748 gehuwd met Louise Margaretha van der Marck
- Lodewijk Engelbert van Arenberg (1750-1820), 6e hertog-regent van Arenberg en 12e hertog van Aarschot, 1e hertog van Meppen en 1e vorst van Recklinghausen
- Prosper Lodewijk van Arenberg (1785-1861), 7e hertog van Arenberg en 13e hertog van Aarschot, 2e hertog van Meppen en 2e vorst van Recklinghausen
- Engelbert August van Arenberg (1824-1875), 8e hertog van Arenberg, enz.
- Engelbert Marie van Arenberg (1872-1949), 9e en laatste hertog van Arenberg. Met het overlijden van Engelbert Marie werd de titel Hertog van Arenberg, stammend uit het Heilige Roomse Rijk, het Koninkrijk Pruisen en het Keizerrijk Oostenrijk zonder voorwerp. De opvolgers van Engelbert Marie werden voortaan titulair dragers van deze titel.
- 1949–1974 Engelbert Karel van Arenberg (Heverlee, 20 april 1899 - Monte Carlo, 27 april 1974), 10e hertog van Arenberg
- 1974–1992 Erik van Arenberg (Heverlee, 17 oktober 1901 - Punta del Este, Uruguay, 13 september 1992), 11e hertog van Arenberg, laatste hertog van de oudere familietak.
- 1992-2011 Jan Engelbert van Arenberg (1921-2011), 12e hertog van Arenberg. De titel Hertog van Arenberg gedragen door Jan Engelbert werd in 1994 naar Belgisch adelsrecht bevestigd.
- 2011- Leopold van Arenberg (1956), 13e hertog van Arenberg.